# العلاقات الأنغولية الفيتنامية
العلاقات الأنغولية الفيتنامية هي العلاقات الثنائية التي تجمع بين أنغولا وفيتنام.

## مقارنة بين البلدين
هذه مقارنة عامة ومرجعية للدولتين:
| وجه المقارنة                                              | أنغولا           | فيتنام           |
| --------------------------------------------------------- | ---------------- | ---------------- |
| المساحة (كم2)                                             | 1.25 مليون       | 331.69 ألف       |
| عدد السكان (نسمة)                                         | 29.78 مليون      | 94.66 مليون      |
| الكثافة السكانية (ن./كم²)                                 | 23.82            | 285.39           |
| العاصمة                                                   | لواندا           | هانوي            |
| اللغة الرسمية                                             | اللغة البرتغالية | اللغة الفيتنامية |
| العملة                                                    | كوانزا أنغولي    | دونغ فيتنامي     |
| الناتج المحلي الإجمالي (بليون دولار)                      | 124.21 مليار     | 234.19 مليار     |
| الناتج المحلي الإجمالي (تعادل القوة الشرائية) بليون دولار | 184.83 مليار     | 553.42 مليار     |
| الناتج المحلي الإجمالي الاسمي للفرد دولار أمريكي          | 4.10 ألف         | 2.48 ألف         |
| الناتج المحلي الإجمالي للفرد دولار أمريكي                 |                  | 5.63 ألف         |
| مؤشر التنمية البشرية                                      | 0.533            | 0.666            |
| رمز المكالمات الدولي                                      | +244             | +84              |
| رمز الإنترنت                                              | .ao              | .vn              |
| المنطقة الزمنية                                           | ت ع م+01:00      | ت ع م+07:00      |

## منظمات دولية مشتركة
يشترك البلدان في عضوية مجموعة من المنظمات الدولية، منها:
| علم المنظمة | اسم المنظمة                        | تاريخ انضمام أنغولا | تاريخ انضمام فيتنام |
| ----------- | ---------------------------------- | ------------------- | ------------------- |
|             | الاتحاد الدولي للاتصالات           | 13 أكتوبر 1976      | 24 سبتمبر 1951      |
|             | منظمة حظر الأسلحة الكيميائية       | ?                   | ?                   |
|             | منظمة التجارة العالمية             | ?                   | 11 يناير 2007       |
|             | منظمة الشرطة الجنائية الدولية      | ?                   | ?                   |
|             | الأمم المتحدة                      | 1 ديسمبر 1976       | 20 سبتمبر 1977      |
|             | يونسكو                             | 11 مارس 1977        | 6 يوليو 1951        |
|             | البنك الدولي للإنشاء والتعمير      | 19 سبتمبر 1989      | 21 سبتمبر 1956      |
|             | وكالة ضمان الاستثمار متعدد الأطراف | 19 سبتمبر 1989      | 5 أكتوبر 1994       |
|             | مؤسسة التنمية الدولية              | 19 سبتمبر 1989      | 24 سبتمبر 1960      |
|             | مؤسسة التمويل الدولية              | 19 سبتمبر 1989      | 4 أغسطس 1967        |
|             | الاتحاد البريدي العالمي            | ?                   | ?                   |

## وصلات خارجية
- موقع وزارة الخارجية الأنغولية
- موقع وزارة الخارجية الفيتنامية